# Евокація (Стародавній Рим)

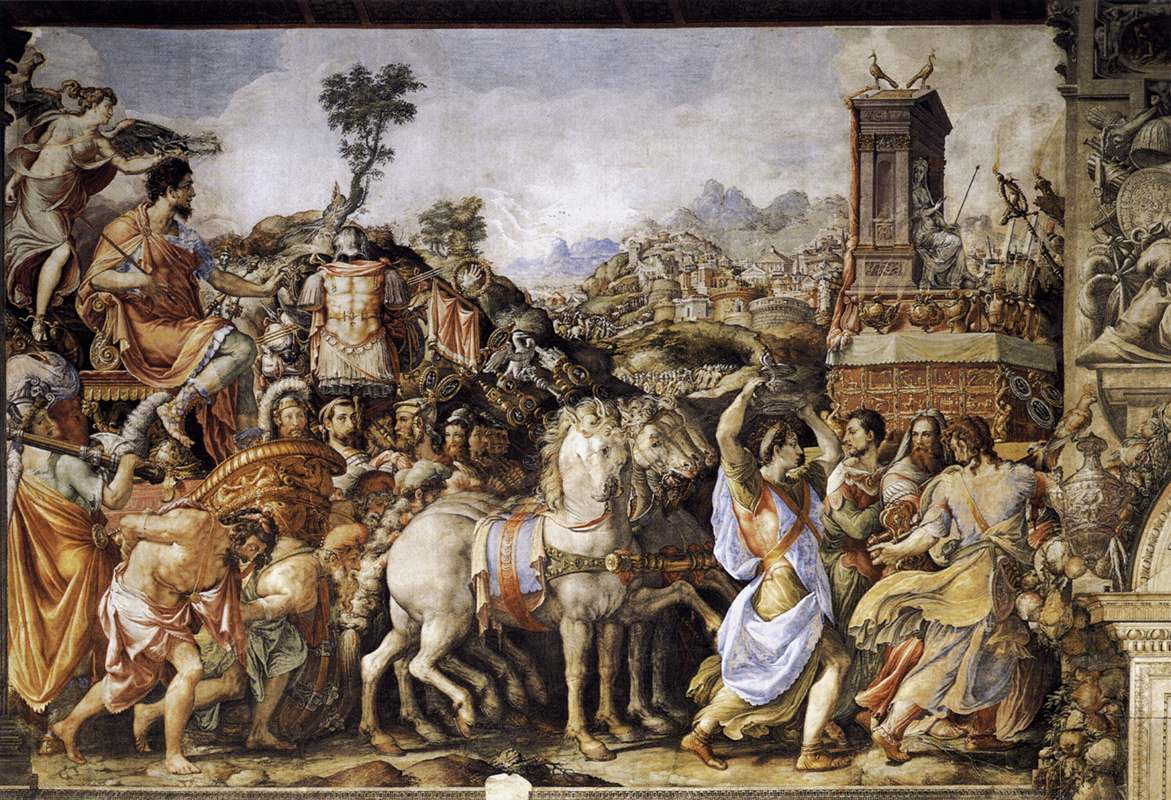
Тріумф Фурія Камілла — римського полководця, який провів ритуал evocatio

Евокація (лат. evocatio, від evocare — «закликати», «виводити») — особливий релігійно-магічний ритуал у Стародавньому Римі, що здійснювався напередодні або під час військової кампанії, зокрема під час облоги ворожого міста. Суть ритуалу полягала у спробі «перекликати» божество, яке покровительствувало місту-противнику, на бік Риму. Римляни урочисто зверталися до чужого бога, обіцяючи йому кращі умови шанування — новий храм, культ і жертвоприношення — якщо він покине ворогів і переселиться до Риму.

## Походження та значення ритуалу
Ритуал evocatio виник у межах римської традиційної релігії в архаїчний період розвитку Римської республіки як сакральне доповнення до військової стратегії. Його основною метою було нейтралізувати релігійний захист ворожого міста, яке, згідно з античними уявленнями, перебувало під охороною місцевого божества або духа-покровителя (tutela deorum).
Суть ритуалу полягала в урочистому зверненні до чужого божества з проханням залишити своїх попередніх підопічних і прийняти новий культ у Римі. У випадку з успішною evocatio богові обіцяли зведення храму, регулярні жертвоприношення, включення до римського релігійного календаря. Таким чином, Рим не просто захоплював території — він прагнув асимілювати самих богів підкорених народів.
На символічному рівні evocatio виступала актом релігійного підкорення, в якому Рим «перетягував» сакральну силу на свій бік. На практичному рівні цей ритуал служив засобом легітимізації воєнних дій: якщо божество погодилося перейти на бік Риму, означає, війна мала небесне схвалення.
Римляни вважали, що боги здатні на раціональний вибір, і це уявлення лежало в основі їхніх релігійних ритуалів. Завдяки цьому римська релігія демонструвала гнучкість: вона була відкритою до нових культів, якщо ті визнавали авторитет Риму. У цьому аспекті evocatio є виявом ширшої ідеології «sacra Romana» — релігійної універсальності римської держави.

## Історичні приклади

### Облога Вейїв (396р. до н.е.)
Найвідомішим прикладом є ритуал evocatio, який нібито був проведений під час облоги етруського міста Вейї. Згідно з працею Тіта Лівія, полководець Марк Фурій Камілл звернувся до богині Юнони — головної покровительниці Вейїв — із закликом залишити місто і перейти до Риму. В обмін на це він пообіцяв їй новий храм і належне шанування. Після перемоги римляни справді перенесли культову статую Юнони до Риму та збудували їй храм на Авентинському пагорбі. У римській традиції це тлумачилося як знак того, що богиня прийняла пропозицію Риму і покинула своїх колишніх вірян.
Цей випадок став архетипом для всіх наступних evocatio та увійшов до римської історіографії як приклад сакральної стратегії перемоги.

### Карфаген і Третя Пунічна війна (149—146рр. до н.е.)
Існують припущення, що подібний ритуал був проведений під час Третьої Пунічної війни перед остаточним знищенням Карфагена. Деякі джерела, зокрема Плутарх, згадують про римські спроби викликати богів Карфагена (зокрема Таніт або Баал-Амона) з міста, аби ті лишили його. Проте історики зауважують, що на відміну від випадку з Вейями, у цьому епізоді відсутні точні дані про конкретні обіцянки побудови храму або офіційне включення культу до римської релігії. Імовірно, evocatio в цьому випадку мала радше символічний характер або була пізнішою літературною вигадкою.

## Роль у римській культурі та ідеології

### Сакралізація завоювання
Завдяки evocatio римляни не лише виправдовували свої завоювання, а й символічно перетворювали підкорені землі на частину сакрального простору Риму. Після успішного виконання ритуалу територія ворога вважалася відкритою для завоювання, бо вона нібито вже була покинута своїм божественним покровителем. Це надавало війні не просто політичну, а й «священну» легітимність.

### Релігійна інклюзивність
Evocatio відображає відмінну рису римської релігії — її відкритість до іноземних культів. На відміну від багатьох стародавніх культур, які знищували або витісняли чужих богів, римляни прагнули інтегрувати їх до свого пантеону. Нові божества «дозволялося» не лише шанувати — вони ставали офіційною частиною римського культу, часто з власними храмами, жрецтвом і святами. Це сприяло культурному злиттю.

### Політична маніпуляція сакральним
Evocatio також виконував функцію тонкого політичного сигналу: ворогів переконували в тому, що навіть їхні боги визнають перевагу Риму. У цьому сенсі ритуал був формою м'якої сили, яка поєднувала релігійне переконання з політичною демонстрацією. Він показував, що влада Риму є не лише збройною, а й санкціонованою з боку надприродного порядку.
У пізній Республіці та за часів Імперії ця функція стала частиною ширшої ідеології «Pax Deorum» — гармонії між богами і державою, яку, згідно з римським уявленням, могли забезпечити лише римляни. Evocatio став одним із ритуальних інструментів підтримання цієї гармонії на нових завойованих землях.

## У західному езотеризмі
Ритуал проводився у воєнній обстановці — або як погроза під час облоги, або ж в результаті капітуляції — і був спрямований на відвернення прихильності божества від міста з яким воювали римляни. Таким чином він був своєрідним ритуальним ухиленням, метою якого було нівелювати розграбування священних предметів зі святинь, що інакше вважалося б святотатством або блюзнірством.
Виклик духів був відносно поширеною практикою в неоплатонізмі, теургії та інших езотеричних системах давнини. У сучасному західному езотеризмі магія гримуарів часто розглядається як класичний приклад цієї ідеї. Існуює також такий посібник як, «Малий ключ Соломона» (або Лемегетон.

## Заклинання
У традиційному розумінні ‘‘заклинання’’ стосується магічного акту виклику духів з використання талісманів для написання магічних формул. У контексті надання містично забарвлення — це також може стосуватися виконання ілюзій або магічних трюків. У цій статті обговорюється переважно початкове й основне використання терміна, що описує дії надприродного або паранормального характеру в розуміння римлян.
У деяких магічних традиціях, таких як чаклунство, вуду або церемоніальна магія, заклинання може конкретно бути актом виклику божеств або інших духів, або ж воно може в загальному стосуватися накладання магічних чарів за допомогою різних технік.